# Fed Cup 2012 – blok A 2. skupiny zóny Asie a Oceánie
Blok A 2. skupiny zóny Asie a Oceánie Fed Cupu 2012 představoval jednu ze dvou podskupin 2. skupiny. Hrálo se od 30. ledna do 3. února v areálu Shenzhen Luohu Tennis Centre čínského města Šen-čen, a to na otevřených dvorcích s tvrdým povrchem. 
Pět týmů se utkalo ve vzájemných zápasech. Vítěz následně sehrál zápas s nejvýše umístěným z bloku B o postup do 1. skupiny zóny Asie a Oceánie pro rok 2013. Družstva z druhé, třetí, čtvrté a páté příčky se v baráži utkala se stejně umístěnými týmy o konečné 3. až 10. místo 2. skupiny zóny.

## Blok A
|     |            | Hongkong | Singapur | Kyrgyzstán | Pákistán | Srí Lanka | Zápasy V/P | Sety V/P | Hry V/P | Pořadí |
| 51. | Hongkong   |          | 3–0      | 2–1        | 3–0      | 3–0       | 4–0        | 23–2     | 143–26  | 1.     |
| 64. | Singapur   | 0–3      |          | 1–2        | 1–2      | 2–1       | 1–3        | 9–18     | 84–136  | 3.     |
| 68. | Kyrgyzstán | 1–2      | 2–1      |            | 3–0      | 3–0       | 3–1        | 19–8     | 132–90  | 2.     |
| 78. | Pákistán   | 0–3      | 2–1      | 0–3        |          | 1–2       | 2–2        | 7–18     | 91–131  | 4.     |
| 91. | Srí Lanka  | 0–3      | 1–2      | 0–3        | 2–1      |           | 0–4        | 6–18     | 44–161  | 5.     |

## Zápasy

### Singapur vs. Srí Lanka
| | Singapur | 2 :                                                                   | 1   | Srí Lanka |    |  |
| --- | -------- | --------------------------------------------------------------------- | --- | --------- | -- |  |
| Shenzhen Luohu Tennis Centre, Šen-čen, Čínská lidová republika 30. ledna 2012 tvrdý (venku) |          |                                                                       |     |           |    |  |
| \| \| \| \| 1. \| 2. \| 3. \| \| \| -- \| \| --------------------------------------------------------------------- \| --- \| --- \| -- \| \| \| 1. \| \| Hannah En Zin Chew Roshenko Fernando \| 6 4 \| 6 3 \| \| \| \| 2. \| \| Geraldine Ang Thisuri Molligoda \| 1 6 \| 3 6 \| \| \| \| 3. \| \| Geraldine Ang / Olivia Koh Ee Yi Nilushi Fernando / Roshenko Fernando \| 6 4 \| 6 4 \| \| \| \| \| \| \| \| \| \| \| \| \| \| \| \| \| \| \| \| \| \| \| \| \| \| \| \| \| \| \| \| \| \| \| \| \| \| \| \| \| \| \| |          |                                                                       |     |           |    |  |
| |          |                                                                       | 1.  | 2.        | 3. |  |
| 1. |          | Hannah En Zin Chew Roshenko Fernando                                  | 6 4 | 6 3       |    |  |
| 2. |          | Geraldine Ang Thisuri Molligoda                                       | 1 6 | 3 6       |    |  |
| 3. |          | Geraldine Ang / Olivia Koh Ee Yi Nilushi Fernando / Roshenko Fernando | 6 4 | 6 4       |    |  |
| |          |                                                                       |     |           |    |  |
| |          |                                                                       |     |           |    |  |
| |          |                                                                       |     |           |    |  |
| |          |                                                                       |     |           |    |  |
| |          |                                                                       |     |           |    |  |

### Kyrgyzstán vs. Pákistán
| | Kyrgyzstán | 3 :                                                                 | 0   | Pákistán |    |  |
| --- | ---------- | ------------------------------------------------------------------- | --- | -------- | -- |  |
| Shenzhen Luohu Tennis Centre, Šen-čen, Čínská lidová republika 30. ledna 2012 tvrdý (venku) |            |                                                                     |     |          |    |  |
| \| \| \| \| 1. \| 2. \| 3. \| \| \| -- \| \| ------------------------------------------------------------------- \| --- \| --- \| -- \| \| \| 1. \| \| Inna Volkovičová Ushna Suhail \| 6 4 \| 6 3 \| \| \| \| 2. \| \| Berment Duvanajevová Saba Aziz \| 6 1 \| 6 1 \| \| \| \| 3. \| \| Berment Duvanajevová / Inna Volkovičová Sara Mansoor / Ushna Suhail \| 7 5 \| 6 0 \| \| \| \| \| \| \| \| \| \| \| \| \| \| \| \| \| \| \| \| \| \| \| \| \| \| \| \| \| \| \| \| \| \| \| \| \| \| \| \| \| \| \| |            |                                                                     |     |          |    |  |
| |            |                                                                     | 1.  | 2.       | 3. |  |
| 1. |            | Inna Volkovičová Ushna Suhail                                       | 6 4 | 6 3      |    |  |
| 2. |            | Berment Duvanajevová Saba Aziz                                      | 6 1 | 6 1      |    |  |
| 3. |            | Berment Duvanajevová / Inna Volkovičová Sara Mansoor / Ushna Suhail | 7 5 | 6 0      |    |  |
| |            |                                                                     |     |          |    |  |
| |            |                                                                     |     |          |    |  |
| |            |                                                                     |     |          |    |  |
| |            |                                                                     |     |          |    |  |
| |            |                                                                     |     |          |    |  |

### Hongkong vs. Srí Lanka
| | Hongkong | 3 :                                                                  | 0   | Srí Lanka |    |  |
| --- | -------- | -------------------------------------------------------------------- | --- | --------- | -- |  |
| Shenzhen Luohu Tennis Centre, Šen-čen, Čínská lidová republika 31. ledna 2012 tvrdý (venku) |          |                                                                      |     |           |    |  |
| \| \| \| \| 1. \| 2. \| 3. \| \| \| -- \| \| -------------------------------------------------------------------- \| --- \| --- \| -- \| \| \| 1. \| \| Chan Wing-Yau Venise Nilushi Fernando \| 6 1 \| 6 0 \| \| \| \| 2. \| \| Zhang Ling Roshenko Fernando \| 6 0 \| 6 1 \| \| \| \| 3. \| \| Chong Eudice Wong / Yang Zi-Jun Nilushi Fernando / Thisuri Molligoda \| 6 1 \| 6 0 \| \| \| \| \| \| \| \| \| \| \| \| \| \| \| \| \| \| \| \| \| \| \| \| \| \| \| \| \| \| \| \| \| \| \| \| \| \| \| \| \| \| \| |          |                                                                      |     |           |    |  |
| |          |                                                                      | 1.  | 2.        | 3. |  |
| 1. |          | Chan Wing-Yau Venise Nilushi Fernando                                | 6 1 | 6 0       |    |  |
| 2. |          | Zhang Ling Roshenko Fernando                                         | 6 0 | 6 1       |    |  |
| 3. |          | Chong Eudice Wong / Yang Zi-Jun Nilushi Fernando / Thisuri Molligoda | 6 1 | 6 0       |    |  |
| |          |                                                                      |     |           |    |  |
| |          |                                                                      |     |           |    |  |
| |          |                                                                      |     |           |    |  |
| |          |                                                                      |     |           |    |  |
| |          |                                                                      |     |           |    |  |

### Singapur vs. Pákistán
| | Singapur | 1 :                                                          | 2   | Pákistán |     |  |
| --- | -------- | ------------------------------------------------------------ | --- | -------- | --- |  |
| Shenzhen Luohu Tennis Centre, Šen-čen, Čínská lidová republika 31. ledna 2012 tvrdý (venku) |          |                                                              |     |          |     |  |
| \| \| \| \| 1. \| 2. \| 3. \| \| \| -- \| \| ------------------------------------------------------------ \| --- \| --- \| --- \| \| \| 1. \| \| Hannah En Zin Chew Ushna Suhail \| 1 6 \| 4 6 \| \| \| \| 2. \| \| Geraldine Ang Saba Aziz \| 4 6 \| 6 0 \| 6 2 \| \| \| 3. \| \| Geraldine Ang / Olivia Koh Ee Yi Sara Mansoor / Ushna Suhail \| 3 6 \| 4 6 \| \| \| \| \| \| \| \| \| \| \| \| \| \| \| \| \| \| \| \| \| \| \| \| \| \| \| \| \| \| \| \| \| \| \| \| \| \| \| \| \| \| \| |          |                                                              |     |          |     |  |
| |          |                                                              | 1.  | 2.       | 3.  |  |
| 1. |          | Hannah En Zin Chew Ushna Suhail                              | 1 6 | 4 6      |     |  |
| 2. |          | Geraldine Ang Saba Aziz                                      | 4 6 | 6 0      | 6 2 |  |
| 3. |          | Geraldine Ang / Olivia Koh Ee Yi Sara Mansoor / Ushna Suhail | 3 6 | 4 6      |     |  |
| |          |                                                              |     |          |     |  |
| |          |                                                              |     |          |     |  |
| |          |                                                              |     |          |     |  |
| |          |                                                              |     |          |     |  |
| |          |                                                              |     |          |     |  |

### Hongkong vs. Pákistán
| | Hongkong | 3 :                                                         | 0   | Pákistán |    |  |
| --- | -------- | ----------------------------------------------------------- | --- | -------- | -- |  |
| Shenzhen Luohu Tennis Centre, Šen-čen, Čínská lidová republika 1. února 2012 tvrdý (venku) |          |                                                             |     |          |    |  |
| \| \| \| \| 1. \| 2. \| 3. \| \| \| -- \| \| ----------------------------------------------------------- \| --- \| --- \| -- \| \| \| 1. \| \| Chan Wing-Yau Venise Ushna Suhail \| 6 1 \| 6 2 \| \| \| \| 2. \| \| Zhang Ling Saba Aziz \| 6 0 \| 6 0 \| \| \| \| 3. \| \| Chong Eudice Wong / Yang Zi-Jun Sara Mansoor / Ushna Suhail \| 6 1 \| 6 1 \| \| \| \| \| \| \| \| \| \| \| \| \| \| \| \| \| \| \| \| \| \| \| \| \| \| \| \| \| \| \| \| \| \| \| \| \| \| \| \| \| \| \| |          |                                                             |     |          |    |  |
| |          |                                                             | 1.  | 2.       | 3. |  |
| 1. |          | Chan Wing-Yau Venise Ushna Suhail                           | 6 1 | 6 2      |    |  |
| 2. |          | Zhang Ling Saba Aziz                                        | 6 0 | 6 0      |    |  |
| 3. |          | Chong Eudice Wong / Yang Zi-Jun Sara Mansoor / Ushna Suhail | 6 1 | 6 1      |    |  |
| |          |                                                             |     |          |    |  |
| |          |                                                             |     |          |    |  |
| |          |                                                             |     |          |    |  |
| |          |                                                             |     |          |    |  |
| |          |                                                             |     |          |    |  |

### Singapur vs. Kyrgyzstán
| | Singapur | 1 :                                                                        | 2   | Kyrgyzstán |     |  |
| --- | -------- | -------------------------------------------------------------------------- | --- | ---------- | --- |  |
| Shenzhen Luohu Tennis Centre, Šen-čen, Čínská lidová republika 1. února 2012 tvrdý (venku) |          |                                                                            |     |            |     |  |
| \| \| \| \| 1. \| 2. \| 3. \| \| \| -- \| \| -------------------------------------------------------------------------- \| --- \| ---- \| --- \| \| \| 1. \| \| Hannah En Zin Chew Inna Volkovičová \| 2 6 \| 7 64 \| 3 6 \| \| \| 2. \| \| Geraldine Ang Bermet Duvanajevová \| 0 6 \| 1 6 \| \| \| \| 3. \| \| Rehmat Johal / Olivia Koh Ee Yi Žamilia Dujšejevová / Emilia Tenizbajevová \| 6 1 \| 2 6 \| 6 4 \| \| \| \| \| \| \| \| \| \| \| \| \| \| \| \| \| \| \| \| \| \| \| \| \| \| \| \| \| \| \| \| \| \| \| \| \| \| \| \| \| \| |          |                                                                            |     |            |     |  |
| |          |                                                                            | 1.  | 2.         | 3.  |  |
| 1. |          | Hannah En Zin Chew Inna Volkovičová                                        | 2 6 | 7 64       | 3 6 |  |
| 2. |          | Geraldine Ang Bermet Duvanajevová                                          | 0 6 | 1 6        |     |  |
| 3. |          | Rehmat Johal / Olivia Koh Ee Yi Žamilia Dujšejevová / Emilia Tenizbajevová | 6 1 | 2 6        | 6 4 |  |
| |          |                                                                            |     |            |     |  |
| |          |                                                                            |     |            |     |  |
| |          |                                                                            |     |            |     |  |
| |          |                                                                            |     |            |     |  |
| |          |                                                                            |     |            |     |  |

### Hongkong vs. Singapur
| | Hongkong | 3 :                                                             | 0   | Singapur |    |  |
| --- | -------- | --------------------------------------------------------------- | --- | -------- | -- |  |
| Shenzhen Luohu Tennis Centre, Šen-čen, Čínská lidová republika . února 2012 |          |                                                                 |     |          |    |  |
| \| \| \| \| 1. \| 2. \| 3. \| \| \| -- \| \| --------------------------------------------------------------- \| --- \| --- \| -- \| \| \| 1. \| \| Chan Wing-Yau Venise Hannah En Zin Chew \| 6 0 \| 6 0 \| \| \| \| 2. \| \| Zhang Ling Geraldine Ang \| 6 0 \| 6 0 \| \| \| \| 3. \| \| Chong Eudice Wong / Yang Zi-Jun Rehmat Johal / Olivia Koh Ee Yi \| 6 1 \| 6 0 \| \| \| \| \| \| \| \| \| \| \| \| \| \| \| \| \| \| \| \| \| \| \| \| \| \| \| \| \| \| \| \| \| \| \| \| \| \| \| \| \| \| \| |          |                                                                 |     |          |    |  |
| |          |                                                                 | 1.  | 2.       | 3. |  |
| 1. |          | Chan Wing-Yau Venise Hannah En Zin Chew                         | 6 0 | 6 0      |    |  |
| 2. |          | Zhang Ling Geraldine Ang                                        | 6 0 | 6 0      |    |  |
| 3. |          | Chong Eudice Wong / Yang Zi-Jun Rehmat Johal / Olivia Koh Ee Yi | 6 1 | 6 0      |    |  |
| |          |                                                                 |     |          |    |  |
| |          |                                                                 |     |          |    |  |
| |          |                                                                 |     |          |    |  |
| |          |                                                                 |     |          |    |  |
| |          |                                                                 |     |          |    |  |

### Kyrgyzstán vs. Srí Lanka
| | Kyrgyzstán | 3 :                                                                             | 0   | Srí Lanka |    |  |
| --- | ---------- | ------------------------------------------------------------------------------- | --- | --------- | -- |  |
| Shenzhen Luohu Tennis Centre, Šen-čen, Čínská lidová republika 2. února 2012 tvrdý (venku) |            |                                                                                 |     |           |    |  |
| \| \| \| \| 1. \| 2. \| 3. \| \| \| -- \| \| ------------------------------------------------------------------------------- \| --- \| --- \| -- \| \| \| 1. \| \| Inna Volkovičová Nilushi Fernando \| 6 4 \| 7 5 \| \| \| \| 2. \| \| Berment Duvanajevová Thisuri Molligoda \| 6 0 \| 6 3 \| \| \| \| 3. \| \| Žamilia Dujšejevová / Berment Duvanajevová Nilushi Fernando / Roshenko Fernando \| 6 2 \| 6 0 \| \| \| \| \| \| \| \| \| \| \| \| \| \| \| \| \| \| \| \| \| \| \| \| \| \| \| \| \| \| \| \| \| \| \| \| \| \| \| \| \| \| \| |            |                                                                                 |     |           |    |  |
| |            |                                                                                 | 1.  | 2.        | 3. |  |
| 1. |            | Inna Volkovičová Nilushi Fernando                                               | 6 4 | 7 5       |    |  |
| 2. |            | Berment Duvanajevová Thisuri Molligoda                                          | 6 0 | 6 3       |    |  |
| 3. |            | Žamilia Dujšejevová / Berment Duvanajevová Nilushi Fernando / Roshenko Fernando | 6 2 | 6 0       |    |  |
| |            |                                                                                 |     |           |    |  |
| |            |                                                                                 |     |           |    |  |
| |            |                                                                                 |     |           |    |  |
| |            |                                                                                 |     |           |    |  |
| |            |                                                                                 |     |           |    |  |

### Hongkong vs. Kyrgyzstán
| | Hongkong | 2 :                                                             | 1   | Kyrgyzstán |     |  |
| --- | -------- | --------------------------------------------------------------- | --- | ---------- | --- |  |
| Shenzhen Luohu Tennis Centre, Šen-čen, Čínská lidová republika 3. února 2012 tvrdý (venku) |          |                                                                 |     |            |     |  |
| \| \| \| \| 1. \| 2. \| 3. \| \| \| -- \| \| --------------------------------------------------------------- \| --- \| --- \| --- \| \| \| 1. \| \| Chan Wing-Yau Venise Inna Volkovičová \| 6 0 \| 6 0 \| \| \| \| 2. \| \| Zhang Ling Bermet Duvanajevová \| 6 3 \| 4 6 \| 1 6 \| \| \| 3. \| \| Yang Zi-Jun / Zhang Ling Bermet Duvanajevová / Inna Volkovičová \| 6 1 \| 6 1 \| \| \| \| \| \| \| \| \| \| \| \| \| \| \| \| \| \| \| \| \| \| \| \| \| \| \| \| \| \| \| \| \| \| \| \| \| \| \| \| \| \| \| |          |                                                                 |     |            |     |  |
| |          |                                                                 | 1.  | 2.         | 3.  |  |
| 1. |          | Chan Wing-Yau Venise Inna Volkovičová                           | 6 0 | 6 0        |     |  |
| 2. |          | Zhang Ling Bermet Duvanajevová                                  | 6 3 | 4 6        | 1 6 |  |
| 3. |          | Yang Zi-Jun / Zhang Ling Bermet Duvanajevová / Inna Volkovičová | 6 1 | 6 1        |     |  |
| |          |                                                                 |     |            |     |  |
| |          |                                                                 |     |            |     |  |
| |          |                                                                 |     |            |     |  |
| |          |                                                                 |     |            |     |  |
| |          |                                                                 |     |            |     |  |

### Pákistán vs. Srí Lanka
| | Pákistán | 1 :                                                              | 2   | Srí Lanka |    |  |
| --- | -------- | ---------------------------------------------------------------- | --- | --------- | -- |  |
| Shenzhen Luohu Tennis Centre, Šen-čen, Čínská lidová republika 3. února 2012 tvrdý (venku) |          |                                                                  |     |           |    |  |
| \| \| \| \| 1. \| 2. \| 3. \| \| \| -- \| \| ---------------------------------------------------------------- \| --- \| --- \| -- \| \| \| 1. \| \| Ushna Suhail Roshenko Fernando \| 6 3 \| 6 1 \| \| \| \| 2. \| \| Saba Aziz Thisuri Molligoda \| 4 6 \| 5 7 \| \| \| \| 3. \| \| Sara Mansoor / Ushna Suhail Nilushi Fernando / Thisuri Molligoda \| 4 6 \| 5 7 \| \| \| \| \| \| \| \| \| \| \| \| \| \| \| \| \| \| \| \| \| \| \| \| \| \| \| \| \| \| \| \| \| \| \| \| \| \| \| \| \| \| \| |          |                                                                  |     |           |    |  |
| |          |                                                                  | 1.  | 2.        | 3. |  |
| 1. |          | Ushna Suhail Roshenko Fernando                                   | 6 3 | 6 1       |    |  |
| 2. |          | Saba Aziz Thisuri Molligoda                                      | 4 6 | 5 7       |    |  |
| 3. |          | Sara Mansoor / Ushna Suhail Nilushi Fernando / Thisuri Molligoda | 4 6 | 5 7       |    |  |
| |          |                                                                  |     |           |    |  |
| |          |                                                                  |     |           |    |  |
| |          |                                                                  |     |           |    |  |
| |          |                                                                  |     |           |    |  |
| |          |                                                                  |     |           |    |  |